# 60001 Adélka
60001 Adélka è un asteroide della fascia principale. Scoperto nel 1999, presenta un'orbita caratterizzata da un semiasse maggiore pari a 3,1069803 au e da un'eccentricità di 0,1541030, inclinata di 1,65882° rispetto all'eclittica.
L'asteroide è dedicato ad Adélka Kotková, figlia della scopritrice (nata nel 2006).